# Чемпионат мира по академической гребле 1976
6-й чемпионат мира по академической гребле прошёл с 10 по 14 августа 1976 года в Филлахе (Австрия). Так как в этом году проводились Олимпийские игры в Монреале, на чемпионате были разыграны награды только в трёх неолимпийских дисциплинах (одиночки, четвёрки и восьмёрки лёгкого веса).

## Медалисты
| Дисциплина     | Золото | Золото  | Серебро | Серебро | Бронза | Бронза  |
| -------------- | --- | ------- | --- | ------- | --- | ------- |
| Одиночки LM1x  | Раймунд Хаберль Австрия | 7:18,18 | Мортен Эсперсен Дания | 7:19,48 | Ролан Вей Франция | 7:22,90 |
| Четвёрки LM4-  | Франция · Андре Пикар · Мишель Пикар · Андре Купа · Франсис Пелегри                                                                        | 6:29,94 | Норвегия · Пол Бёрник · Олаф Сольберг · Пер Арне Стеен · Эдд Хиллстад                                                                                           | 6:34,35 | Дания · Дьон Андерсен · Бент Франссон · Оге Хансен · Торбен Хансен                                                                     | 6:36,04 |
| Восьмёрки LM8+ | ФРГ Петер Вернер Ханс-Людвиг Циммер Ханс-Йозеф Бюскен Юрген Нентвиг Луц Нойберт Дитер Мешеде Петер Хук Бернд Немер Хельмут Зассенбах (рул) | 6:05,00 | Великобритания · Грэм Холл · Найджел Рид · Кристофер Друри · Колин Кьюсак · Стюарт Фрейзер · Марк Харрис · Брайан Фентимен · Дуглас Карпентер · Генри Уэр (рул) | 6:06,81 | США · Брюс Стоун · Эндрю Уошберн · Крейг Дрейк · Томас Кук · Джон Данн · Ральф Науман · Скотт Руп · Шон Колган · Джозеф О’Коннор (рул) | 6:09,16 |

## Командный зачёт
| Место | Страна         | Золото | Серебро | Бронза | Всего |
| ----- | -------------- | ------ | ------- | ------ | ----- |
| 1     | Франция        | 1      | 0       | 1      | 2     |
| 2     | Австрия        | 1      | 0       | 0      | 1     |
| 2     | ФРГ            | 1      | 0       | 0      | 1     |
| 4     | Дания          | 0      | 1       | 1      | 2     |
| 5     | Великобритания | 0      | 1       | 0      | 1     |
| 5     | Норвегия       | 0      | 1       | 0      | 1     |
| 7     | США            | 0      | 0       | 1      | 1     |
| Всего | Всего          | 3      | 3       | 3      | 9     |

 Страна — хозяйка соревнований